# Tres Pozos
Tres Pozos es una localidad argentina situada en el extremo norte de la Provincia del Chaco, en el departamento General Güemes. Depende administrativamente del municipio de El Sauzalito, de cuyo centro urbano dista unos 55 km. Se encuentra sobre la margen derecha del río Teuco.
Tres Pozos es el lugar elegido para proyectar un cuarto puente entre las provincias del Chaco y de Formosa.

## Infraestructura
Cuenta con un puesto de salud dependiente de El Sauzalito y una escuela nivel Polimodal.

## Población
El INDEC no reconoció en los censos nacionales de 2001 y 2010 a Tres Pozos como un aglomerado urbano. Tres Pozos es uno de los principales asientos de la población wichí. Esta población wichí es pescadora, nómada y recorre grandes distancias.

## Vías de comunicación
Su principal vía de comunicación es la Ruta Provincial 3, que la comunica al sudeste con El Sauzalito y la Ruta Nacional 11, y al noroeste con Tartagal y la Provincia de Salta.